# Thomadianó
Thomadianó, en grec moderne : Θωμαδιανό, est un village du dème de Viánnos, en Crète, en Grèce. Selon le recensement de 2011, la population de Thomadianó compte 76 habitants. Le village est situé à une altitude de 390 m.